# Tobias Köck
Tobias Köck (* 24. April 1979 in Rosenheim) ist ein deutscher Politik- und Kulturwissenschaftler und Digitalisierungsexperte. Seit 2020 ist er Vizepräsident (Nationale Räte) der Europäischen Bewegung International (EMI), zudem seit 2022 Vizepräsident des Sportverbands RKB Solidarität Deutschlands 1896 e.V. (DOSB-Mitglied). Von 2017 bis 2021 war er gemeinsam mit Lisi Maier Vorsitzender des Deutschen Bundesjugendrings und erster Revisor und beratendes Mitglied der Bundesjugendleitung der Solidaritätsjugend Deutschlands. Er war von 2014 bis Oktober 2020 Mitglied im Vorstand der Europäische Bewegung Deutschland.
2022 gründete er das IT-Beratungsunternehmen wish consulting GmbH mit Sitz in Berlin und München und leitet es als geschäftsführender Gesellschafter. Zu den Spezialgebieten gehören IT-Beratung, IT-Projektleitung und IT-Service.

## Leben
Tobias Köck wurde 1979 in Rosenheim, Bayern geboren. Vor dem Abitur am Gymnasium in Bad Aibling und Zivildienst in einem Altenheim in seinem Heimatort Bruckmühl machte sich Tobias Köck in der IT-Branche selbstständig. An der Ludwig-Maximilians-Universität München absolvierte er ab 2003 ein Grundstudium der Politikwissenschaft, Soziologie und Informatik. 2010 schloss Köck einen Magister artium in Neuerer und Neuester Geschichte sowie der Europäischen Ethnologie an der Albert-Ludwigs-Universität Freiburg ab. Köck lebt in Berlin, München und Bruckmühl.

## Engagement in der Jugendverbandsarbeit
Von 2006 bis 2012 war Tobias Köck stellvertretender Bundesvorsitzender der Solidaritätsjugend Deutschlands (Solijugend). In dieser Zeit koordinierte er den Aufbau und die Pflege europäischer und internationaler Kontakte. Zwischen 2012 und 2020 war er als erster Revisor beratendes Mitglied der Bundesjugendleitung der Solijugend. 2010–2012 war er hauptamtlicher Geschäftsführer der Solijugend des Landesverbandes Bayern und Hauptausschussvertreter im Bayerischen Jugendring.
Von an 2009 vertrat Tobias Köck die Solijugend in der Vollversammlung und dem Hauptausschuss des Deutschen Bundesjugendrings (DBJR) und wurde 2013 Mitglied des DBJR-Vorstandes. 2014 wurde Köck zum Sprecher des Deutschen Nationalkomitees für internationale Jugendarbeit (DNK) gewählt. Gemeinsam mit Lisi Maier war er von 2017 bis 2021 Vorsitzender des DBJR. In dieser Position engagierte sich Köck insbesondere für die Europäische Jugendpolitik und die Koordinierung der Interessenvertretung im europäischen Jugendforum (YfJ) und beriet die Bundesregierung im Begleitausschuss des Erasmus+-Programms.
Als Jugendverbandsvertreter war Tobias Köck von 2014 bis 2020 Mitglied des Vorstands der Europäischen Bewegung Deutschland.

## Politik
2014 trat Tobias Köck in die SPD ein und kandidierte als Ersatzkandidat für Maria Noichl bei der Europawahl 2019. Seit 2019 ist er Kassierer des SPD-Ortsvereins Bruckmühl.

## Mitgliedschaften und Ehrenamt
Im November 2020 wurde Tobias Köck als einer von sechs Vizepräsidenten in den ehrenamtlichen Vorstand der Europäischen Bewegung International (EMI) gewählt. Hier leitet er als Co-Vorsitzender das politische Komitee „Democratic and European Values“.
Am 18. September 2022 wurde er auf der 45. Bundeskonferenz des RKB Solidarität als „Vizepräsident Verbandsentwicklung“ in das geschäftsführende Präsidium gewählt.
Ehrenamtlich war Tobias Köck u. a. für die Evangelische Jugend im Dekanat Weilheim, als Gründungsmitglied des Bündnis Aufstehen gegen Rassismus aktiv. 2016 war er als Vertreter der Jugendorganisationen Mitglied der Jury des Jugendkarlspreises.
Er ist Mitglied der Naturfreunde Deutschlands, der Wohnungsbaugenossenschaft Kooperative Grossstadt München e.G., der Europa-Union Deutschland, des Auto Clubs Europas, des Deutschen Alpenvereins, der Arbeiterwohlfahrt, des Willy-Brandt-Zentrums Jerusalem e.V. und des Eishockeynachwuchsfördervereins der Rosenheim Penguins.